# Władysław Pawlak (poseł)
Władysław Pawlak (ur. 1 sierpnia 1912 w Kutnie, zm. 1995) – polski technik włókiennik i polityk, poseł na Sejm PRL II i III kadencji.

## Życiorys
Syn Kazimierza i Marianny. Uzyskał wykształcenie średnie, z zawodu technik włókiennik. Został żołnierzem Wojska Polskiego, od 1936 w stopniu podporucznika rezerwy. Wziął udział w wojnie obronnej w 1939, w trakcie której odniósł rany. Po leczeniu ran został więźniem obozów jenieckich Oflag II A Prenzlau, Oflag II E Neubrandenburg, Oflag II D Gross-Born. Po powrocie do kraju pracował w Starostwie Powiatowym w Kutnie. W 1945 wstąpił do Polskiej Partii Robotniczej, a następnie do Polskiej Zjednoczonej Partii Robotniczej. W PZPR pełnił funkcje członka plenum i członka egzekutywy Komitetu Powiatowego w Opocznie (1948–1949), członka Wojewódzkiej Komisji Rewizyjnej (1956–1959), członka (od 1960) i członka egzekutywy (od 1964) Komitetu Wojewódzkiego w Łodzi. Został przewodniczącym Prezydium Powiatowej Rady Narodowej w Opocznie (1948–1949), w Łowiczu (1949–1951) i Wieluniu (1952–1958). W 1957 i 1961 uzyskiwał mandat posła na Sejm PRL z okręgów Wieluń i Sieradz, w parlamencie zasiadał w Komisji Przemysłu Lekkiego, Rzemiosła i Spółdzielczości Pracy, a następnie w Komisji Planu Gospodarczego, Budżetu i Finansów, był także przewodniczącym wojewódzkiego zespołu poselskiego. W 1962 został wiceprzewodniczącym Prezydium Wojewódzkiej Rady Narodowej w Łodzi. Od 1958 do 1961 był prezesem Wojewódzkiego Związku Gminnych Spółdzielni w Łodzi 1958–1961.